# Березин, Феликс Александрович
Фе́ликс Алекса́ндрович Бере́зин (25 апреля 1931, Москва — 14 июля 1980, Колыма, СССР) — советский математик и физик-теоретик, доктор физико-математических наук (1966).
Феликс Березин заложил начала алгебры и анализа с антикоммутирующими переменными, открыв новое направление в современной математике, которое неформально принято называть «суперматематикой». В математике его имя носит термин «березиниан» — аналог якобиана в анализе с антикоммутирующими переменными.

## Биография
Родился в семье экономиста Александра Николаевича Березина и врача-патологоанатома (впоследствии доктора медицинских наук) Эсфири Абрамовны Рабинович (1903—1984). Родом из Кишинёва, Эсфирь Абрамовна училась в Венской консерватории по классу фортепиано, но в 1920 годы поступила в медицинский институт, после окончания которого работала врачом и старшим научным сотрудником патологоанатомической лаборатории Института туберкулёза АМН СССР, автор научных трудов по патоморфологии туберкулёза. Родители расстались до рождения сына, и он воспитывался матерью и её родителями, не поддерживая контактов с отцом.
В 1953 году окончил Московский государственный университет, но не был принят в аспирантуру и преподавал в средней школе, продолжая заниматься математикой под руководством Гельфанда. В 1956 году поступил на работу на механико-математический факультет МГУ.
В 1957 году разработал метод описания всех неприводимых представлений комплексных полупростых групп Ли, отличающийся от метода Наймарка.
Труды по теории супергрупп и супералгебр Ли, анализу и геометрии на супермногообразиях.
Применил разработанную теорию для обоснования метода вторичного квантования.
Погиб под Магаданом, утонув при сплаве по реке.
Похоронен на Востряковском кладбище.

## Семья
- Первая жена (1959—1967) — физик и художник Ирина Владимировна Карпова (род. 1933), выпускница физико-математического факультета МГУ, доктор физико-математических наук (1983), внучка химика Л. Я. Карпова[7] и А. С. Карповой, директора Института философии, литературы и истории и Исторического музея в Москве.
- Вторая жена (1971) — врач-кардиолог Елена Григорьевна Карпель (род. 1938), кандидат медицинских наук; дочь Наталья (род. 1976).
- Дед — Абрам Захарович (Сухерович) Рабинович, преподавал естественную историю в Кишинёвском ремесленном училище для девочек Еврейского колонизационного общества (ЕКО), а после переезда в Москву работал в Главпрофобре[8][9][10].
- Дядя — Захарий Абрамович Радин (Сухер Абрамович Рабинович; 1898—1936, расстрелян), главный металлург Пермского машиностроительного завода.